# 에브리데이 캐리

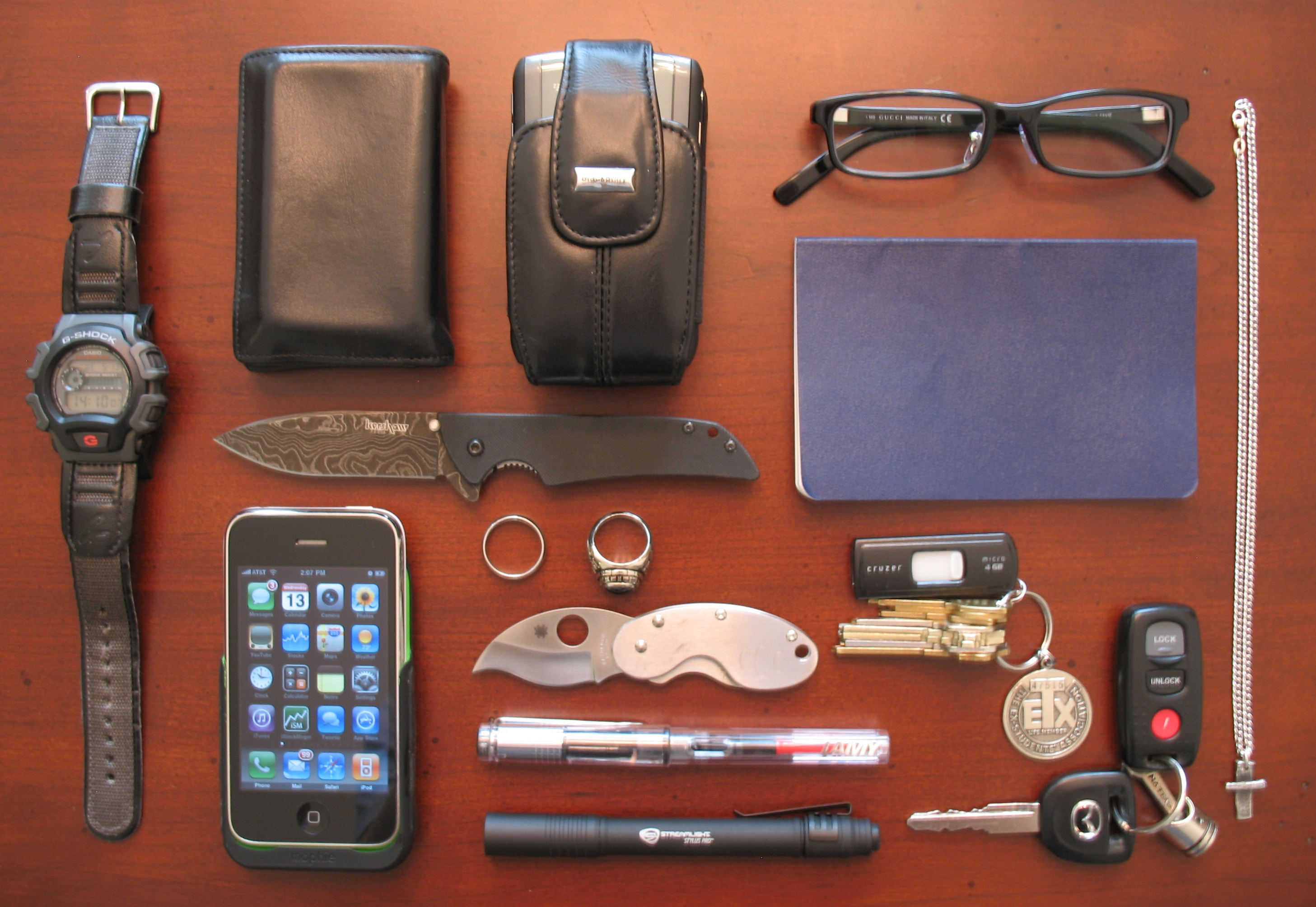

에브리데이 캐리(Everyday carry, EDC, Every-day carry)는 매일 지속적으로 휴대하는 유용한 품목의 모음이다. EDC를 갖는 주된 이유는 유용성, 자급자족 및 준비성이다. 개인이 일상적인 문제(패키지 개봉, 사소한 수리)부터 응급 처치 또는 자기방어와 같은 가능한 응급 상황에 이르기까지 간단한 일상 문제 해결을 향상하도록 돕는다.

## 내용
가장 일반적인 EDC 품목으로는 시계, 펜, 지갑, 칼, 총기, 손전등, 라이터, 자동차 및 집 열쇠고리, 휴대폰, 다용도 도구, 휴지, 의약품, 개인 생활용품 등이 있다.
가지고 다닐 물건의 선택과 우선순위, 어떻게 가지고 다닐지는 개인의 직업, 취미, 생활 방식, 일상생활의 유사한 요소에 따라 개인의 필요에 따라 다르다. 목표에는 일상적인 문제를 보다 효율적으로 해결하고, 문제가 발생할 때 책임을 지거나 무력한 방관자가 되는 대신 자산이 되는 것이 포함된다.
일상 의류의 주머니에 분산되는 경우가 많지만, 패니 팩, 지갑, EDC 파우치, 소형 데이팩, 선글라스, 팔찌, 긴 부츠나 주머니가 있는 조끼와 같은 신발과 같은 의류 액세서리를 추가하여 휴대 옵션이 확장되는 경우가 많다. 그러나 EDC 물품이 보관되는 방식은 사용 목적과 의도에 따라 다르다.

## 같이 보기
- 민방위
- 비상 관리
- 생존주의